# Say You Won't Let Go
"Say You Won't Let Go" là một bài hát của nghệ sĩ thu âm người Anh quốc James Arthur nằm trong album phòng thu thứ hai của anh, Back from the Edge (2016). Nó được phát hành vào ngày 9 tháng 9 năm 2016 như là đĩa đơn đầu tiên trích từ album Columbia Records. Bài hát được đồng viết lời bởi Authur, Neil Ormandy và Steve Solomon, trong khi phần sản xuất được đảm nhận bởi Alex Beitzke và Bradley Spence. "Say You Won't Let Go" là một bản pop ballad kết hợp với những yếu tố từ folk và R&B mang nội dung đề cập đến cách một người đàn ông mong muốn một cô gái sẽ yêu anh cho đến khi họ già đi. Tuy nhiên, nam ca sĩ đã vấp phải một vụ kiện liên quan đến cáo buộc vi phạm bản quyền từ The Script, sau khi họ cho rằng nó sở hữu nhiều điểm tương đồng với đĩa đơn năm 2008 của ban nhạc "The Man Who Can't Be Moved". Đây là một trong bảy tác phẩm được Beitzke và Spence thực hiện cho album, bên cạnh "Back from the Edge", "Prisoner", "Safe Inside", "Sermon", "Remember Who I Was" và "Finally".
Sau khi phát hành, "Say You Won't Let Go" nhận được những phản ứng tích cực từ các nhà phê bình âm nhạc, trong đó họ đánh giá giai điệu mộc mạc, chất giọng của Arthur và quá trình sản xuất nó, đồng thời gọi đây là một điểm nhấn nổi bật từ Back from the Edge. Ngoài ra, bài hát còn gặt hái nhiều giải thưởng và đề cử tại những lễ trao giải lớn, bao gồm đề cử tại giải Brit năm 2017 cho Đĩa đơn Anh quốc của năm. "Say You Won't Let Go" cũng tiếp nhận những thành công vượt trội về mặt thương mại, đứng đầu các bảng xếp hạng ở Úc, Ireland, New Zealand, Thụy Điển và Vương quốc Anh, đồng thời lọt vào top 10 ở nhiều quốc gia khác, bao gồm những thị trường lớn như Áo, Bỉ, Canada, Đan Mạch, Đức, Hà Lan, Na Uy và Thụy Sĩ. Tại Hoa Kỳ, nó đạt vị trí thứ 11 trên bảng xếp hạng Billboard Hot 100, trở thành đĩa đơn đạt thứ hạng cao nhất của nam ca sĩ và giúp anh là quán quân thứ hai trong lịch sử của The X Factor UK vươn đến top 40 tại đây (sau Leona Lewis).
Video ca nhạc cho "Say You Won't Let Go" được đạo diễn bởi Felix Urbauer và thực hiện dưới phông nền đen trắng, trong đó bao gồm những cảnh Arthur hát và chơi đàn trong một phòng thu và xen kẽ với những câu chuyện về nhiều gia đình khác nhau. Nó đã nhận được một đề cử tại giải Brit năm 2017 cho Video Anh quốc của năm. Để quảng bá bài hát, nam ca sĩ đã trình diễn "Say You Won't Let Go" trên nhiều chương trình truyền hình và lễ trao giải lớn, bao gồm The Late Late Show with James Corden, Today, The Tonight Show Starring Jimmy Fallon, The X Factor UK và giải Video âm nhạc của MTV năm 2017, cũng như trong nhiều chuyến lưu diễn của anh. Kể từ khi phát hành, nó đã được hát lại và sử dụng làm nhạc mẫu bởi nhiều nghệ sĩ, như Camila Cabello, Machine Gun Kelly, Sam Tsui, Tiffany Alvord, Samantha Harvey và Tanner Patrick. Tính đến nay, "Say You Won't Let Go" đã bán được hơn 8 triệu bản trên toàn cầu, trở thành một trong những đĩa đơn bán chạy nhất mọi thời đại.

## Danh sách bài hát
- Tải kĩ thuật số[1]

1. "Say You Won't Let Go" – 3:31

## Xếp hạng
| Bảng xếp hạng (2016-17)                    | Vị trí cao nhất |
| ------------------------------------------ | --------------- |
| Úc (ARIA)                                  | 1               |
| Áo (Ö3 Austria Top 40)                     | 5               |
| Bỉ (Ultratop 50 Flanders)                  | 10              |
| Bỉ (Ultratop 50 Wallonia)                  | 6               |
| Canada (Canadian Hot 100)                  | 9               |
| Cộng hòa Séc (Rádio Top 100)               | 2               |
| Cộng hòa Séc (Singles Digitál Top 100)     | 10              |
| Đan Mạch (Tracklisten)                     | 4               |
| Châu Âu Digital Song Sales (Billboard)     | 1               |
| Pháp (SNEP)                                | 21              |
| Đức (Official German Charts)               | 6               |
| Hungary (Rádiós Top 40)                    | 28              |
| Hungary (Single Top 40)                    | 38              |
| Ireland (IRMA)                             | 1               |
| Israel (Media Forest)                      | 7               |
| Ý (FIMI)                                   | 22              |
| Nhật Bản (Japan Hot 100)                   | 18              |
| Hà Lan (Dutch Top 40)                      | 2               |
| Hà Lan (Single Top 100)                    | 1               |
| New Zealand (Recorded Music NZ)            | 1               |
| Na Uy (VG-lista)                           | 9               |
| Bồ Đào Nha (AFP)                           | 2               |
| Scotland (OCC)                             | 1               |
| Slovakia (Rádio Top 100)                   | 19              |
| Slovenia (SloTop50)                        | 18              |
| Tây Ban Nha (PROMUSICAE)                   | 24              |
| Thụy Điển (Sverigetopplistan)              | 1               |
| Thụy Sĩ (Schweizer Hitparade)              | 4               |
| Anh Quốc (OCC)                             | 1               |
| Hoa Kỳ Billboard Hot 100                   | 11              |
| Hoa Kỳ Adult Alternative Songs (Billboard) | 16              |
| Hoa Kỳ Adult Contemporary (Billboard)      | 3               |
| Hoa Kỳ Adult Pop Airplay (Billboard)       | 1               |
| Hoa Kỳ Dance/Mix Show Airplay (Billboard)  | 9               |
| Hoa Kỳ Pop Airplay (Billboard)             | 6               |

| Bảng xếp hạng (2016)                 | Vị trí |
| ------------------------------------ | ------ |
| Australia (ARIA)                     | 22     |
| Austria (Ö3 Austria Top 40)          | 73     |
| Germany (Official German Charts)     | 79     |
| Hungary (Stream Top 40)              | 73     |
| Netherlands (Dutch Top 40)           | 58     |
| Netherlands (Single Top 100)         | 80     |
| New Zealand (Recorded Music NZ)      | 46     |
| Sweden (Sverigetopplistan)           | 58     |
| Switzerland (Schweizer Hitparade)    | 86     |
| UK Singles (Official Charts Company) | 19     |
| Bảng xếp hạng (2017)                 | Vị trí |
| Australia (ARIA)                     | 45     |
| Belgium (Ultratop 50 Flanders)       | 66     |
| Belgium (Ultratop 50 Wallonia)       | 36     |
| Canada (Canadian Hot 100)            | 13     |
| Denmark (Tracklisten)                | 25     |
| France (SNEP)                        | 106    |
| Hungary (Stream Top 40)              | 73     |
| Israel (Media Forest)                | 46     |
| Italy (FIMI)                         | 76     |
| Netherlands (Dutch Top 40)           | 24     |
| Netherlands (Single Top 100)         | 22     |
| New Zealand (Recorded Music NZ)      | 25     |
| Spain (PROMUSICAE)                   | 99     |
| Sweden (Sverigetopplistan)           | 29     |
| Switzerland (Schweizer Hitparade)    | 47     |
| UK Singles (Official Charts Company) | 46     |
| US Billboard Hot 100                 | 11     |
| US Adult Contemporary (Billboard)    | 7      |
| US Adult Top 40 (Billboard)          | 5      |
| US Pop Songs (Billboard)             | 24     |

| Bảng xếp hạng                        | Vị trí |
| ------------------------------------ | ------ |
| UK Singles (Official Charts Company) | 92     |

## Chứng nhận
| Quốc gia | Chứng nhận    | Số đơn vị/doanh số chứng nhận |
| --- | ------------- | ----------------------------- |
| Úc (ARIA) | 10× Bạch kim  | 700.000‡                      |
| Áo (IFPI Áo) | Vàng          | 15.000‡                       |
| Bỉ (BEA) | Bạch kim      | 0‡                            |
| Canada (Music Canada) | 5× Bạch kim   | 0‡                            |
| Đan Mạch (IFPI Đan Mạch) | 2× Bạch kim   | 180.000‡                      |
| Pháp (SNEP) | Bạch kim      | 133.333‡                      |
| Ý (FIMI) | 3× Bạch kim   | 150.000‡                      |
| México (AMPROFON) | Bạch kim+Vàng | 90.000*                       |
| New Zealand (RMNZ) | Bạch kim      | 30.000‡                       |
| Ba Lan (ZPAV) | Vàng          | 10.000‡                       |
| Tây Ban Nha (PROMUSICAE) | Bạch kim      | 40.000*                       |
| Thụy Điển (GLF) | 7× Bạch kim   | 140.000‡                      |
| Thụy Sĩ (IFPI) | Bạch kim      | 30.000‡                       |
| Anh Quốc (BPI) | 3× Bạch kim   | 1.800.000‡                    |
| Hoa Kỳ (RIAA) | 3× Bạch kim   | 3.000.000‡                    |
| * Chứng nhận dựa theo doanh số tiêu thụ. ^ Chứng nhận dựa theo doanh số nhập hàng. ‡ Chứng nhận dựa theo doanh số tiêu thụ và phát trực tuyến. |               |                               |